# Горњи Мелничани
Горњи Мелничани (мкд. Горно Мелничани) су насељено место у Северној Македонији, у западном делу државе. Горњи Мелничани припадају општини Центар Жупа.

## Географија
Насеље Горњи Мелничани је смештено у крајњем западном делу Севернe Македоније, близу државне границе са Албанијом (8 km западно). Од најближег већег града, Дебра, насеље је удаљено 10 km југоисточно.
Рељеф: Горњи Мелничани се налазе у области Жупа, на северозападним падинама планине Стогово. Село је положено на висовима Стогово, док се југозападно тло спушта у долину Црног Дрима, која је у ово делу преграђена, па је ту образовано вештачко Дебарско језеро. Надморска висина насеља је приближно 1.000 метара.
Клима у насељу је планинска због знатне надморске висине.

## Становништво
По попису становништва из 2002. године Горњи Мелничани су били без становника.
Претежно становништво у насељу били су етнички Македонци.
Већинска вероисповест у насељу било је православље.